# 家泉あづさ
家泉 あづさ（いえいずみ あづさ）は、静岡県浜松市出身のバルーンアーティスト。バニーズバルーンファクトリーショップ経営。日本の小学校1・2年生が使用している図画工作の教科書（開隆堂）にて風船作家として紹介されている。主にバルーンセミナーやバルーンオブジェ制作をするアーティストとして、アメリカ、韓国、シンガポール、台湾、イタリア、スロベニア、インドネシア、香港、マレーシアなど海外でも講師として活動中である。

## 出演歴
- 人生が変わる1分間の深イイ話（日本テレビ）
- タモリ倶楽部（テレビ朝日）
- ひみつのちかランド（NHK教育）
- 大阪ほんわかテレビ（読売テレビ）
- 世界のクリスマス（NHK)
- TVチャンピオン（テレビ東京）
- 出没!アド街ック天国（テレビ東京）
- トゥナイト2（テレビ朝日）
- 天才てれびくんMAX・装飾（NHK教育）
- 世界陸上・装飾（静岡放送）
- いないいないばあっ!・装飾（NHK教育）
- SOLEいいね!（静岡放送）
- 特報4時ら（静岡放送）
- 静岡まるごとワイド（静岡第一テレビ)
- 『ぷっ』すま（テレビ朝日）
- プレバト!!（毎日放送） - バルーンアート査定の査定員

## 主な賞歴
- インターナショナルバルーンアートコンベンション(ラスベガス） 日本人初の優勝
- TVチャンピオン バルーンアート王選手権 優勝
- 静岡県知事顕彰授与
- IBAC ノンラウンド部門準優勝 （シカゴ）
- IBAC フィギュア部門3位 （シカゴ）
- クオラテックスイベント 1m×1m部門優勝 （アムステルダム）
- クオラテックスイベント パンドラ部門優勝 （アムステルダム）
- BACI フィギュア部門優勝 （フィレンツェ）
- BACI デビットグリストアワード受賞 （フィレンツェ）
- ワールドチャレンジ 総合優勝 （バンコク）
- ワールドチャレンジ ノンラウンド部門優勝 （バンコク）
- ワールドチャレンジ ラージ部門優勝 （バンコク）
- BACI マスターラージ部門準優勝 （フィレンツェ）